# William Stanley (brytyjski wynalazca)

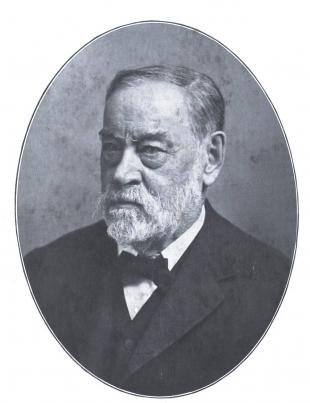
William Stanley

William Stanley (ur. 2 lutego 1829, zm. 14 sierpnia 1909) – brytyjski wynalazca.

## Życiorys
William Ford Robinson Stanley urodził się w Buntingford w Hertfordshire. Jego rodzicami byli John Stanley (1804–1865), inżynier, wynalazca i budowniczy i jego żona Selina Hickman (1809–1881). Po ukończeniu szkoły zaczął pracować w firmie budowlanej ojca. Próbował swoich sił jako hydraulik i stolarz. Dzięki pomocy wuja i zarazem ojca chrzestnego, Williama Forda Hickmana, uczęszczał na zajęcia z rysunku technicznego. Za radą ojca założył własną firmę, wykonującą instrumenty matematyczne i kreślarskie. W 1866 opublikował pracę teoretyczną na ich temat A Descriptive Treatise on Mathematical Drawing Instruments. Został członkiem Physical Society of London (1882), Geological Society (1884) i Royal Astronomical Society (1894}. Zmarł w swojej rezydencji Cumberlow w South Norwood. Został pochowany na Crystal Palace cemetery.
W 1857 poślubił Elizę Ann Savoury. Nie miał dzieci. Małżonkowie adoptowali jednak sierotę Maude Martin. Zajmował się działalnością dobroczynną.
Wynalazł między innymi koło rowerowe z drucianymi szprychami zamiast drewnianych. Zaprojektował meteorologiczny aparat pomiarowy. Udoskonalił też teodolit i inne instrumenty optyczne.